# Der Affenspiegel

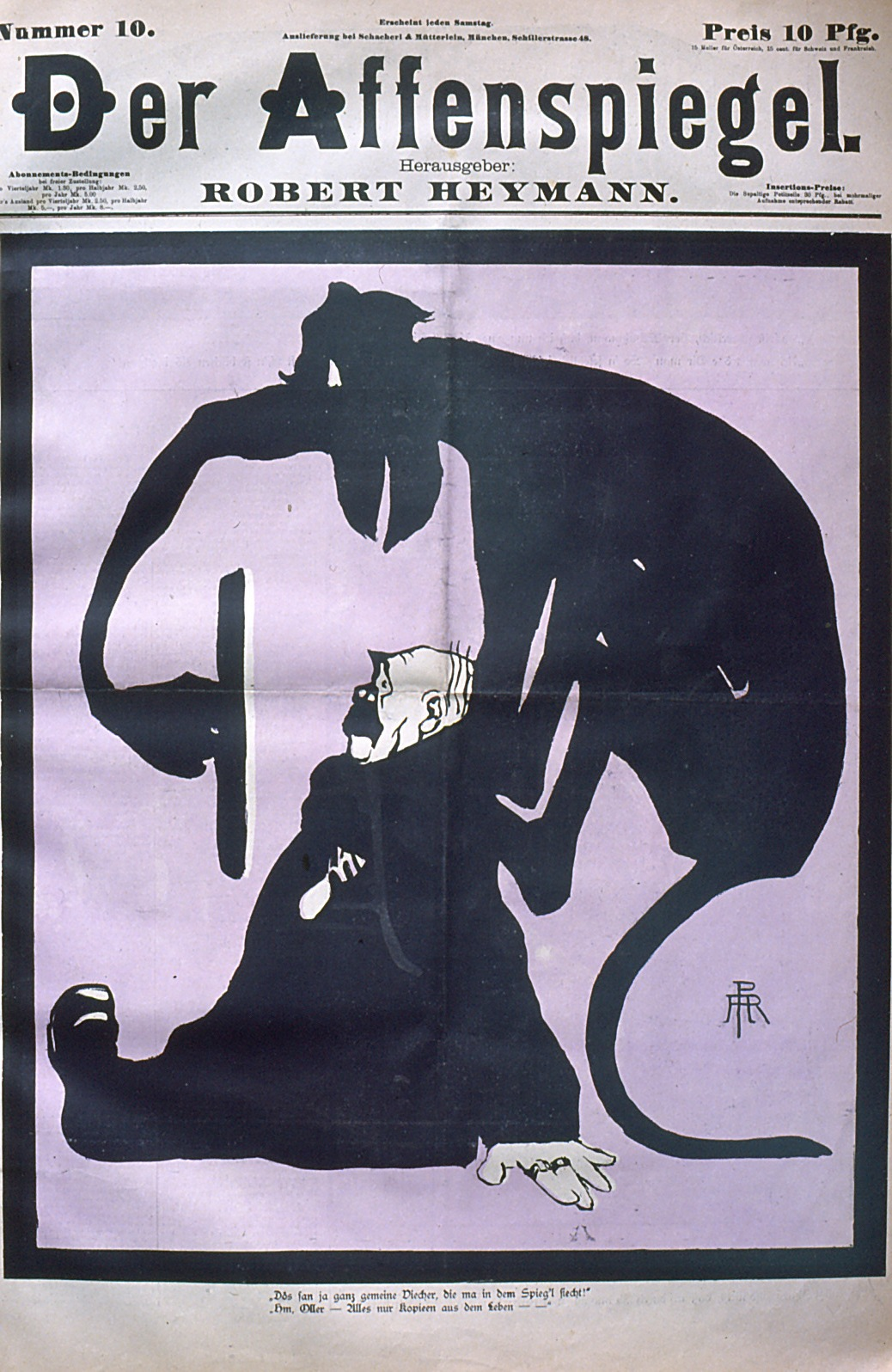
Titel des Affenspiegels Nr. 10, gestaltet von Paul Roloff, 1901

Der Affenspiegel (Untertitel: satyrisch-politische Wochenschrift) war eine 1901 erschienene Wochenzeitschrift. 
Herausgeber war Robert Heymann (1879–1946). Paul Roloff entwarf das Titelblatt. 
29 Hefte erschienen; dann wurde der Affenspiegel eingestellt. 